# 하서초등학교
하서초등학교는 대한민국 전북특별자치도 부안군에 있는 공립 초등학교이다.

## 학교 연혁
- 1940년 4월 17일: 하서공립국민학교 개교
- 1949년 2월 29일: 의복분교장 개교 인가
- 1981년 3월 6일:병설유치원 개설
- 1996년 3월 1일: 하서초등학교로 개칭
- 2000년 4월 16일: 개교 60주년 기념행사
- 2015년 3월 1일: 전라북도교육지원청 혁신학교 운영
- 2018년 3월 1일: 전라북도교육지원청 혁신학교 재지정
- 2018년 11월 26일: 명상 숲 조성사업 학교선정
- 2019년 3월 1일: 전라북도교육지원청 혁신학교 운영 및 소프트웨어(SW) 교육 선도학교 운영
- 2021년 3월 1일: 전라북도교육지원청 인공지능(AI)교육 선도학교 운영
- 2022년 9월 1일: 제30대 이길남 교장선생님 부임
- 2024년 1월 5일: 제79회 졸업식 (졸업생 3,657명)
- 2024년 3월 1일: 전북특별자치도교육청지정 AI정보교육 중심학교 운영
- 2024년 3월 1일: 하서면 초등 3개교 통합 (하서초, 백련초, 장신초)
- 2024년 3월 1일: 초등학교 7학급(특수학급 1학급 포함), 유치원 1학급 편성

## 참고 자료
- 하서초등학교 - 한국교육학술정보원 학교알리미